# JBoss Application Server
JBoss Application Server – serwer aplikacji w Javie na licencji LGPL, na bazie technologii Enterprise JavaBeans (EJB). JBoss implementuje pełny zestaw usług Java EE (J2EE). Obecnie jest utrzymywany i wydawany przez firmę Red Hat.
Serwer został napisany w całości w języku Java, dzięki czemu JBoss jest dostępny na niemal wszystkie platformy. Jest również zintegrowany z darmowym środowiskiem programistycznym Eclipse poprzez wtyczki Lomboz lub JBossTools, które umożliwiają wytwarzanie komponentów dla tego serwera.
Instalacja serwera polega na skopiowaniu plików udostępnionych na stronie JBossa i uruchomieniu pliku run.bat (dla Windows) lub run.sh (dla systemów Unix i Linux).

## Komponenty serwera
Każdy komponent (serwlet, strona JSP, strona HTML, komponent EJB lub jakikolwiek inny zasób) jest umieszczany w pliku JAR (pliki te posiadają różne rozszerzenia zależnie od typu komponentu). Opis plików w postaci dokumentów XML znajduje się również w tym samym pliku (jar). Skopiowanie pliku do katalogu o nazwie deploy powoduje automatyczne załadowanie komponentu.
Serwer JBoss od wersji 3.x posiada już zaawansowane mechanizmy dostępne w komercyjnych serwerach aplikacji (jak np. tworzenie klastra z wykorzystaniem wielu serwerów). JBossa otacza wiele otwartych projektów. Do wersji 3.2.x stworzony został komponent udostępniający komponenty EJB w postaci usług sieciowych (ang. web services). Początkowo ich serwer opierał się na projekcie AXIS, potem AXIS został obudowany komponentem jboss.net, a w wersji 4.0 JBoss dostarcza już własny serwer web service.
JBoss to także nazwa firmy zajmującej się rozwojem tego oprogramowania, a zarabiającej na komercyjnym wsparciu produktu. Podobne usługi, częściowo we współpracy z firmą, zaoferował niedawno także Hewlett-Packard.